# Olav Odden
Olav Magnar Odden, né le 28 septembre 1914 à Folldal, décédé le 28 janvier 1969 à Oppdal, est un coureur norvégien du combiné nordique et fondeur.

## Biographie
Il est membre du ski-club de Gjøvik.
Odden est Champion de Norvège de ski de fond 1938, sur 30 km, et a remporté l'épreuve de combiné du festival de ski de Holmenkollen en 1946. Il a représenté la Norvège lors des Jeux olympiques d'hiver de 1948 à Saint-Moritz. Il y a obtenu une 11e place lors de l'épreuve de combiné et s'est classé 14e de l'épreuve de fond sur 18 km.